# 小行星4103
小行星4103（4103 Chahine）是一颗绕太阳运转的小行星，为主小行星带小行星。该小行星于1989年3月4日发现。

## 轨道参数
小行星4103的轨道半长轴为2.3799971 UA，离心率为0.192。